# Edmund Wilson
Edmund Wilson (Red Bank, Nueva Jersey, 8 de mayo de 1895-Talcottville, Nueva York, 12 de junio de 1972) fue un escritor estadounidense que destacó como crítico literario y como ensayista. 

## Trayectoria
Nació en Red Bank, Nueva Jersey (EE. UU.), y estudió en The Hill School y la Universidad de Princeton. Empezó la carrera de escritor como reportero en el New York Sun, y se alistó en el ejército durante la Primera Guerra Mundial. Fue director de Vanity Fair en 1920 y 1921, y luego trabajó en The New Republic y The New Yorker.
Axel's Castle: A Study in the Imaginative Literature of 1870-1930 (1931) es un estudio del Simbolismo y de Arthur Rimbaud, Auguste Villiers de l'Isle-Adam (autor de Axel), W. B. Yeats, Paul Valéry, T. S. Eliot, Marcel Proust, James Joyce, y Gertrude Stein. Wilson se centró en la cultura moderna como un todo, y gran parte de su escritura iba más allá de la crítica literaria estricta.
En To the Finland Station, estudió el desarrollo del socialismo europeo, desde el descubrimiento de Vico por Jules Michelet en 1824 hasta la llegada de Lenin a la estación Finlandia de San Petersburgo en 1917 para liderar la Revolución Bolchevique.
Las primeras obras de Wilson están muy influidas por las ideas de Freud y Marx, en cuyo trabajo estaba muy interesado. Los trabajos críticos de Wilson contribuyeron a que novelistas norteamericanos como Ernest Hemingway, John Dos Passos, William Faulkner, F. Scott Fitzgerald y Vladimir Nabokov consiguieran el aprecio del público.
Ha sido muy traducido en España y en México.

## Amistades
La segunda mujer de Wilson, Mary McCarthy, tuvo gran renombre como crítica literaria; ambos colaboraron en algunos trabajos antes de divorciarse.
Fue amigo del escritor Francis Scott Fitzgerald y editó su último libro póstumamente. También lo fue de Vladimir Nabokov, con quien mantuvo una amplia correspondencia y cuya obra presentó al público occidental. Su amistad se deterioró debido a que Wilson reaccionó con frialdad ante su novela Lolita, y por una disputa sobre la crítica que hizo Wilson de la traducción de Nabokov del Eugenio Oneguin, de Aleksandr Pushkin.

## Crítica política
Wilson también fue un crítico declarado de la política de los EE. UU. durante la Guerra Fría. No pagó sus impuestos entre 1946 y 1955 y fue investigado por Hacienda (Internal Revenue Service). Tampoco pagó impuestos estatales (state income taxes), que tenían poco o nada que ver con la Guerra Fría. Durante los años en que Wilson evadió decenas de miles de dólares en impuestos, el porcentaje del presupuesto federal asignado a la defensa nacional se redujo, mientras que el porcentaje de gastos en programas de bienestar social aumentó. 
Finalmente Wilson recibió una pena atenuada: fue puesto en libertad tras pagar una fianza mucho menor de la que había pedido Hacienda (25.000 dólares en vez de los 69.000 iniciales) gracias a sus contactos políticos que Wilson tenía con la administración Kennedy), y evitó la prisión, a la que podría haber sido condenado por los diez años durante los que evadió impuestos. 
En su ensayo The Cold War and the Income Tax: A Protest (1963), Wilson argumenta que, como consecuencia de la carrera armamentística contra la Unión Soviética, las libertades civiles de los norteamericanos estaban siendo vulneradas, paradójicamente, con la excusa de la defensa del comunismo. También se opuso a la intervención de los EE. UU. en la guerra de Vietnam.

## Algunas obras
- Axel's Castle: A Study in the Imaginative Literature of 1870-1930, New York, Charles Scribner's Sons, 1931. >> Trad. El castillo de Axel, Versal, 1989.
- To the Finland Station: A Study in the Writing and Acting of History, Garden City, NY: Doubleday, 1940. >> Trad. Hacia la estación de Finlandia,[1] Alianza, 1972.
- The Wound and the Bow: Seven Studies in Literature, Cambridge, MA, Riverside Press, 1941. >> Trad. La herida y el arco, FCE, 1983.
- Memoirs of Hecate County, Garden City, NY: Doubleday 1946. >> Trad. Memorias del condado de Hecate, Versal, 1989.
- The Triple Thinkers: Twelve Essays on Literary Subjects, Nueva York, Farrar, Straus and Giroux, 1948. >> Trad. Literatura y sociedad, Sur, 1957.
- Red, Black, Blond and Olive, Londres, W. H. Allen, 1956.
- Classics and Commercials: A Literary Chronicle of the Forties, Nueva York,  Farrar, Straus and Co, 1950.
- The Scrolls from the Dead Sea, Fontana Books, 1955.
- A Piece of My Mind: Reflections at Sixty, Nueva York,  Farrar, Straus and Cudahy, 1956.
- Patriotic Gore: Studies in the Literature of the American Civil War, Nueva York, NY, Farrar, Straus and Giroux, 1962.
- The Cold War and the Income Tax: A protest, New York, Farrar, Straus and Co., 1964.
- Europe without Baedeker: Sketches among the Ruins of Italy, Greece and England, with Notes from a European Diary: 1963-1964, Londres, Rupert Hart-Davis, 1967.
- The Bit Between My Teeth: A Literary Chronicle of 1950-1965, Nueva York, Farrar, Straus and Giroux, 1966. Crónicas literarias, Barral, 1972.
- Apologies to the Iroquois, New York, NY: Vintage, 1960.
- The Shores of Light: A Literary Chronicle of the Twenties and Thirties, Nueva York, Farrar, Straus and Young, 1953.
- The American Earthquake: A Documentary of the Twenties and Thirties, Garden City, NY: Doubleday, 1958.
- The Twenties
- The Thirties
- The Forties
- The Fifties
- The Sixties: The Last Journal 1960-1972, Nueva York,  The Noonday Press, 1993.
- Editor, The Shock of Recognition, New York, NY: Modern Library, 1943.

Ediciones de conjunto en español:
- Edmund Wilson (2008).  Selección, prólogo y notas de Aurelio Major, ed. Obra selecta. Lumen. ISBN 978-84-264-1680-3.